# Балух, Владимир Григорьевич
Владимир Григорьевич Балух (укр. Володимир Григорович Балух; род. 8 февраля 1971, Серебрянка, Крымская область) — украинский общественный активист, фермер.

## Биография
Владимир Балух родился 8 февраля 1971 года в селе Серебрянка Раздольненского района. Учился в Крымском государственном аграрном университете, затем работал инженером по водосбережению в местном колхозе. У Владимира Балуха два участка земли, на которых он выращивал пшеницу, а также большое домашнее хозяйство.
В 2006 и 2010 годах Балух баллотировался в Верховный Совет Автономной Республики Крым от Конгресса украинских националистов. На президентских выборах 2010 года являлся членом Окружной избирательной комиссия округа № 9 от кандидата Виктора Ющенко.
После аннексии Крыма Россией в 2014 году остался гражданином Украины, отказавшись от российского гражданства.

### События 2015—2018 годов
10 июня 2016 года Владимир Балух был осуждён Раздольненским районным судом по ст. 319 Уголовного кодекса РФ («Оскорбление представителя власти») до 320 часов обязательных работ в связи с тем, что он оскорбил сотрудника полиции, который участвовал в проведении у него обыска 14 ноября 2015 года.
8 декабря 2016 года в доме Натальи Балух, супруги Владимира Балуха, в селе Серебрянка Раздольненского района Крыма сотрудниками ФСБ было проведено оперативно-розыскное мероприятие «Обследование помещения», в ходе которого на чердаке дома были обнаружены 89 патронов калибра 5,45 × 39, изготовленных промышленным образом, из которых 19 были пригодны для стрельбы. В тот же день в отношении Владимира Балуха было возбуждено уголовное дело по ч. 1 ст. 222 УК РФ («Незаконное хранение и ношение огнестрельного оружия и боеприпасов»), Балух был задержан.
12 декабря 2016 года постановлением Раздольненского районного суда, в отношении Владимира Балуха была избрана мера пресечения в виде содержания под стражей на срок до 6 января 2017 года.
Представители ряда правозащитных и других общественных организаций обратились 12 декабря 2016 года к руководству Украины с призывом принять все меры для спасения «гражданина» Владимира Балуха.
13 декабря 2016 года Балуху было предъявлено обвинение по ч. 1 ст. 222 УК РФ. 27 декабря 2016 года мера пресечения была продлена до 5 февраля 2017 года, 3 февраля — до 4 марта 2017 года.
Министерство иностранных дел Украины осудило продление ареста в Крыму гражданину Украины Владимиру Балуху.
4 августа 2017 года Раздольненский районный суд приговорил Владимира Балуха к трём годам и семи месяцам колонии общего режима.

### После освобождения в 2019 г.
7 сентября 2019 года освобождён в рамках обмена осуждённых между Украиной и Россией.
После полномасштабного российского вторжения в Украину Владимир Балух принял участие в боях за Киев в составе Территориальной обороны ВСУ.